# Elda Prestigio
Club Balonmano Feminino Elda Prestigio er en kvindehåndboldklub fra Elda i Spanien, som har vundet flere spanske mesterskaber. Klubben blev grundlagt i 1985 og har gennem tiden optrådt under forskellige navne, bl.a. af sponsorgrunde, herunder CB Elda Prestigio, Alsa Elda Prestigio og Orsan Elda Prestigio. I 2009 spiller klubben under navnet Prosolia Gaviota Elda Prestigio.
Nationale titler
- Spansk mester: 1999, 2003, 2004, 2008.

Bedste internationale resultater
- EHF Champions League: Kvartfinalist 2005. Gruppespil 2000, 2004, 2006.
- EHF Cup: Semifinalist 1998, 2007. Kvartfinalist 1999, 2008.
- Cup Winners' Cup: Semifinalist 2002. Kvartfinalist 2001, 2003, 2004.